# Rigny-Ussé
Rigny-Ussé är en kommun i departementet Indre-et-Loire i regionen Centre-Val de Loire i de centrala delarna av Frankrike. Kommunen ligger i kantonen Azay-le-Rideau som tillhör arrondissementet Chinon. År 2022 hade Rigny-Ussé 526 invånare.

## Befolkningsutveckling
Antalet invånare i kommunen Rigny-Ussé
Referens:INSEE